# Dilano van ’t Hoff

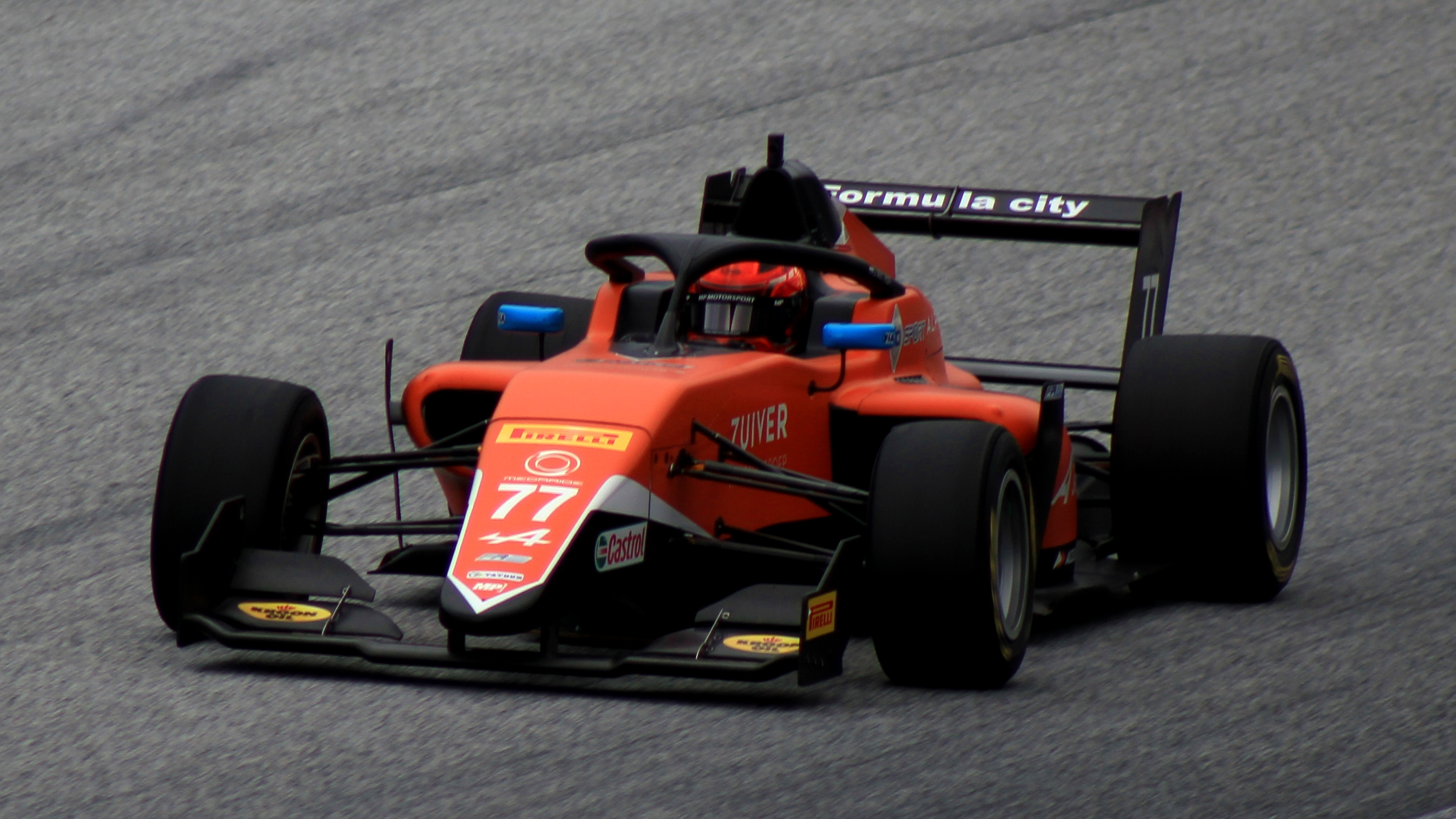
Van ’t Hoff bei einem Rennen des Formula Regional European Championship auf dem Red Bull Ring, 2022.

Dilano van ’t Hoff (* 26. Juli 2004 in Dordrecht; † 1. Juli 2023 in Stavelot) war ein niederländischer Automobilrennfahrer. Er starb bei einem Rennunfall auf dem Circuit de Spa-Francorchamps im Ausgang der Raidillon-Kurve.

## Karriere

### Anfänge und Formelrennen
Wie bei vielen anderen Rennfahrern begann van ’t Hoff seine Motorsportkarriere mit dem Kartsport. Im Alter von elf Jahren startete er in den SKUSA SuperNationals, später gewann er den Trofeo delle Industrie. Als Junior-Fahrer wurde er 2018 im IAME International Final und in den IAME Euro Series jeweils Dritter. Im gleichen Jahr beendete er die europäische Karting-Meisterschaft auf dem sechsten Platz.
Sein Debüt im Monopostosport machte er in der Formel-4-Meisterschaft der Vereinigten Arabischen Emirate zur Saison 2021. Sein Debütrennen beendete er, trotz Verzögerung beim Start, auf dem zweiten Platz. Die beiden folgenden Rennen gewann er und erreichte in beiden Fällen die Pole-Position. Über die Saison wurde die Meisterschaft zwischen ihm und Enzo Trulli ausgefochten, wobei van ’t Hoff zuerst seine Führung mit zwei Siegen auf dem Yas Marina Circuit ausbauen konnte. Mit einem fünften Sieg auf dem Dubai Autodrome und weiteren Podiumsplatzierungen war der Titelkampf knapp, allerdings verlor van ’t Hoff wichtige Punkte, als er im 16. Rennen disqualifiziert wurde. Als die Meisterschaft im letzten Saisonrennen in Dubai entschieden wurde, gewann Trulli das Rennen und somit die Meisterschaft mit einem Vorsprung von einem Punkt gegenüber van ’t Hoff.
2021 fuhr er ebenfalls in der spanischen Formel-4-Meisterschaft für MP Motorsport. Er gewann dort zwei der Eröffnungsrennen in Spa-Francorchamps und konnte weiter gute Resultate erzielen. Mit mehreren Podien und zwei Siegen in Algarve etablierte er sich im Titelkampf, den er letztendlich mit vier aufeinanderfolgenden Siegen für sich entscheiden konnte. Als Gastfahrer war er ebenfalls erstmal im Formula Regional European Championship aktiv.

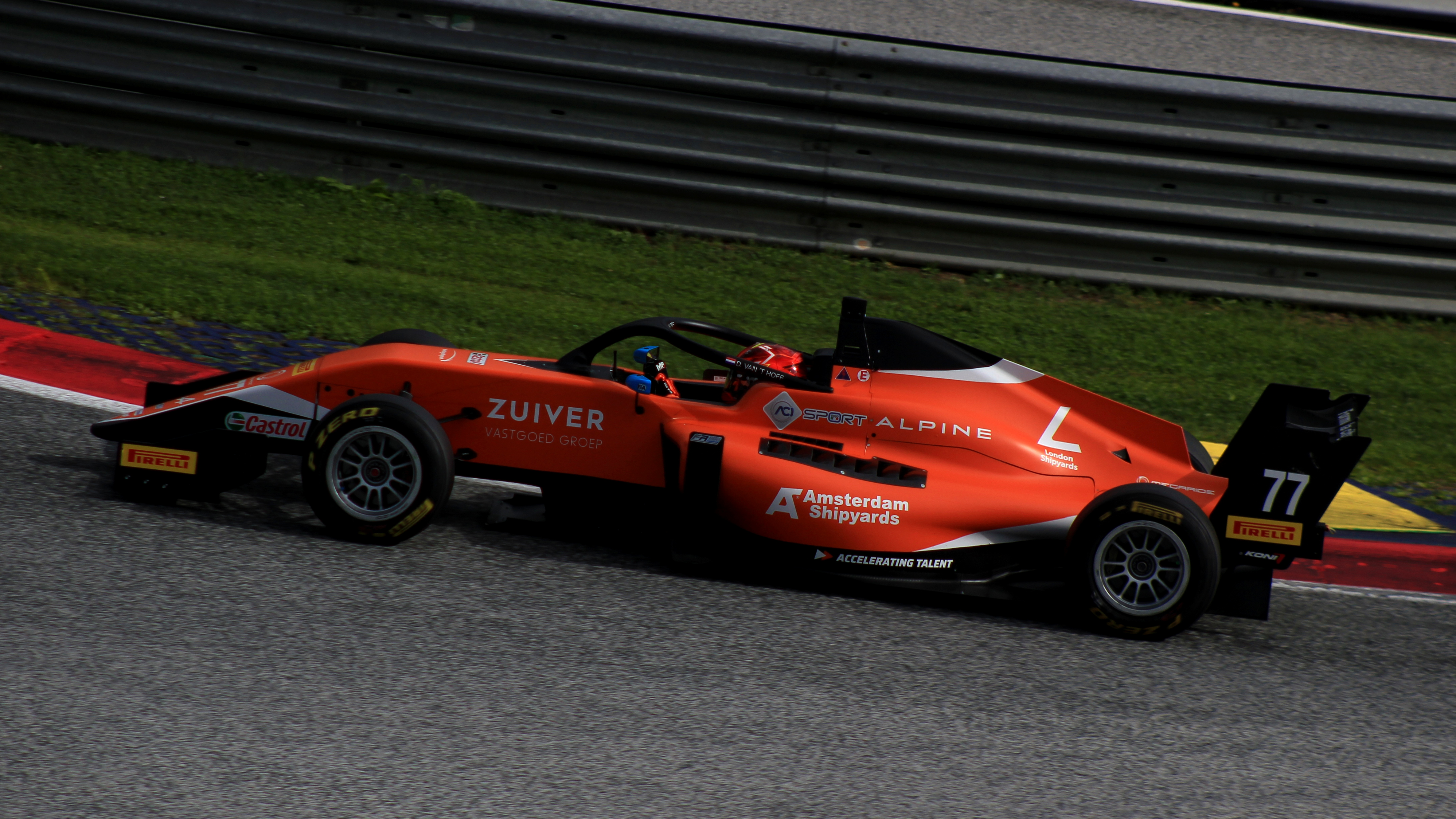
Van ’t Hoff in Spielberg, 2022

Zur FREC-Saison 2022 bekam er einen Vollzeitvertrag bei MP Motorsport. Aufgrund einer Schulteroperation verpasste er einige Rennen gegen Saisonmitte und beendete diese schließlich auf dem 19. Platz. Es kam später heraus, dass er wegen Komplikationen bei der Operation die Saison über seinen Wagen mehr oder weniger mit einer Hand fahren musste. Nebenbei war er ebenfalls für Pinnacle Motorsport in der Formula Regional Asia aktiv. Mit einer COVID-Erkrankung musste er über die ersten Saisonrennen pausieren, erreichte im späteren Verlauf eine Bestplatzierung mit einem dritten Platz.
Zur Saison 2023 blieb er bei MP Motorsport im Formula Regional European Championship, wo er bis zum Rennen in Spa zweimal in die Punkte fahren konnte.

### Unfall und Tod
Am 1. Juli 2023 fuhr van ’t Hoff das achte Rennen der Saison auf dem Circuit de Spa-Francorchamps. Kurz vor Schluss kam es zu einem Unfall, der eine Safety-Car-Phase nach sich zog. Das Rennen wurde trotz schlechter Wetterbedingungen daraufhin für eine letzte Runde freigegeben. Van ’t Hoff verunglückte kurz darauf auf der Kemmel-Geraden und drehte sich, was wegen der schlechten Wetterbedingungen in einem Massencrash endete. Adam Fitzgerald fuhr gegen Hoffs Wagen, den er nicht richtig sehen konnte, und mehrere weitere Fahrer konnten dem Unfall auch nicht ausweichen. Van ’t Hoff überlebte diesen nicht.
Im Vorfeld des 24-Stunden-Rennens von Spa-Francorchamps und des Großen Preises von Österreich fand eine Schweigeminute im Gedenken an van ’t Hoff statt und viele Rennfahrer, wie Lance Stroll und Max Verstappen und der Formel-1-Geschäftsführer Stefano Domenicali sprachen ihre Trauer über den Vorfall aus.
Parallelen zu dem tödlichen Unfall von Anthoine Hubert 2019 wurden gezogen und die Sicherheit der Rennstrecke wurde erneut kritisiert. Insbesondere der Fakt, dass beide Unfälle aus der Eau-Rouge-Kurve entstanden, führte zu Appellen die forderten diese weiter zu entschärfen. Formel-1-Weltmeister Max Verstappen kritisierte weniger die Strecke, sondern mehr die schlechten Wetterbedingungen, unter denen das Rennen wieder aufgenommen wurde.

## Statistik

### Karrierestationen
- 2021: Formel-4-Meisterschaft der VAE (Platz 2)
- 2021: Spanische Formel-4-Meisterschaft (Platz 1)
- 2022: Formula Regional Asian Championship (Platz 13)
- 2022: Formula Regional European Championship (Platz 19)
- 2023: Formula Regional European Championship (Platz 23)

### Einzelergebnisse in der Formel-4-Meisterschaft der VAE
| Jahr. | Team            | 1   | 2   | 3   | 4   | 5   | 6   | 7   | 8   | 9   | 10  | 11  | 12  | 13  | 14  | 15  | 16  | 17  | 18  | 19  | 20  | Punkte | Rang |
| Jahr. | Team            | DA1 | DA1 | DA1 | DA1 | YM1 | YM1 | YM1 | YM1 | DA2 | DA2 | DA2 | DA2 | YM2 | YM2 | YM2 | YM2 | DA3 | DA3 | DA3 | DA3 | Punkte | Rang |
| ----- | --------------- | --- | --- | --- | --- | --- | --- | --- | --- | --- | --- | --- | --- | --- | --- | --- | --- | --- | --- | --- | --- | ------ | ---- |
| 2021  | Xcel Motorsport | 2   | 1   | 1   | 4   | 2   | 1   | 1   | 5   | 1   | 5   | 3   | 3   | 4   | 3   | 2   | DSQ | 8   | 7   | 2   | 4   | 318    | 2    |

### Einzelergebnisse in der spanischen Formel-4-Meisterschaft
| Jahr. | Team          | 1   | 2   | 3   | 4   | 5   | 6   | 7   | 8   | 9   | 10  | 11  | 12  | 13  | 14  | 15  | 16  | 17  | 18  | 19  | 20  | 21  | Punkte | Rang |
| Jahr. | Team          | SPA | SPA | SPA | NAV | NAV | NAV | PRT | PRT | PRT | ALC | ALC | ALC | CRT | CRT | CRT | JER | JER | JER | CAT | CAT | CAT | Punkte | Rang |
| ----- | ------------- | --- | --- | --- | --- | --- | --- | --- | --- | --- | --- | --- | --- | --- | --- | --- | --- | --- | --- | --- | --- | --- | ------ | ---- |
| 2022  | MP Motorsport | 1   | 2   | 1   | 2   | 4   | 1   | 3   | 2   | 1   | 1   | 2   | 4   | 20  | 1   | 2   | 1   | 1   | 1   | 1   | 13  | DNF | 361    | 1    |

### Einzelergebnisse in der Formula Regional European Championship
| Jahr | Team          | 1   | 2   | 3   | 4   | 5   | 6   | 7   | 8   | 9   | 10  | 11  | 12  | 13  | 14  | 15  | 16  | 17  | 18  | 19  | 20  | Punkte | Rang |
| ---- | ------------- | --- | --- | --- | --- | --- | --- | --- | --- | --- | --- | --- | --- | --- | --- | --- | --- | --- | --- | --- | --- | ------ | ---- |
| 2021 | MP Motorsport | IMO | IMO | CAT | CAT | MON | MON | LEC | LEC | ZAN | ZAN | SPA | SPA | RBR | RBR | CRT | CRT | MUG | MUG | MNZ | MNZ | NC     | 0.   |
| 2021 | MP Motorsport |     |     |     |     |     |     |     |     |     |     |     |     |     |     | 20  | DNF | 25  | 21  | 24  | 15  | NC     | 0.   |
| 2022 | MP Motorsport | MNZ | MNZ | IMO | IMO | MON | MON | LEC | LEC | ZAN | ZAN | HUN | HUN | SPA | SPA | RBR | RBR | CAT | CAT | MUG | MUG | 19     | 17.  |
| 2022 | MP Motorsport | DNF | 19  | 21  | 18  | DSQ | 20  |     |     |     |     |     |     | 27  | 24  | 20  | DNF | 3   | DNF | 20  | 9   | 19     | 17.  |
| 2023 | MP Motorsport | IMO | IMO | CAT | CAT | HUN | HUN | SPA | SPA | MUG | MUG | LEC | LEC | RBR | RBR | MNZ | MNZ | ZAN | ZAN | HOC | HOC | 8      | 23.  |
| 2023 | MP Motorsport | 14  | 7   | DNF | 22  | 23  | 9   | 30  | 19  |     |     |     |     |     |     |     |     |     |     |     |     | 8      | 23.  |

### Einzelergebnisse in der Formula Regional Asian Championship
| Jahr | Team                        | 1   | 2   | 3   | 4   | 5   | 6   | 7   | 8   | 9   | 10  | 11  | 12  | 13  | 14  | 15  | Punkte | Rang |
| ---- | --------------------------- | --- | --- | --- | --- | --- | --- | --- | --- | --- | --- | --- | --- | --- | --- | --- | ------ | ---- |
| 2022 | Mumbai Falcons India Racing | YM1 | YM1 | YM1 | DA1 | DA1 | DA1 | DA2 | DA2 | DA2 | DA3 | DA3 | DA3 | YM2 | YM2 | YM2 | 51     | 13.  |
| 2022 | Mumbai Falcons India Racing |     |     |     | 7   | DNF | 24  | 7   | 6   | 3   | 8   | 13  | 12  | 9   | 5   | 11  | 51     | 13.  |